# Alphonso Johnson
Alphonso Johnson es un músico de jazz y jazz fusion estadounidense especializado en el uso del bajo eléctrico y del Chapman Stick.

## Biografía
Nacido en Filadelfia, Pensilvania el 2 de febrero de 1950. Johnson inició su carrera musical como trombonista, pero a finales de su adolescencia se decantaría definitivamente por el bajo eléctrico, inscribiéndose en la Philadelphia Music Academy para seguir los cursos de John Lamb, por aquel entonces el bajista de la Duke Ellington Orchestra.
Como él mismo precisó, su actividad profesional inició en 1968, pero sus primeras actividades de cierta importancia datan de 1972, cuando con tan sólo 21 años recorrería el mundo con la orquesta de Woody Herman, participando al mismo tiempo en la grabación del álbum "The Raven Speaks" de este último. Para entonces, el músico mostraba una inusitada facilidad técnica en su instrumento y había desarrollado un estilo de ejecución muy personal. Su presencia en el grupo de Chuck Mangione atrajo la atención del gran saxofonista de jazz Wayne Shorter, quien en 1974 le propondría para la grabación del disco Mysterious Traveler en sustitución de Miroslav Vitous. El músico contribuiría con dos composiciones para el disco Scarlet Woman y Cucumber Slumber, con un corte funky que presentaba el bajo de Johnson situado preeminentemente en la mezcla. El bajista permaneció aún dos años en la banda, durante los que, además de participar en las giras mundiales del grupo, y registrar un segundo disco para Zawinul y Shorter, grabaría su primer disco de debut en solitario, Moonshadows. Sin embargo, en 1976 Johnson fue sustituido por Jaco Pastorius a mediados de la grabación de Black Market, un disco que cuenta, no obstante, con una fuerte presencia de Johnson en temas como Black Market, Gibraltar o su propia composición Herandnu.
Tras abandonar Weather Report, Johnson decidió concentrarse en su propia carrera como solista, grabando Yesterday Dreams en 1976, un álbum que vería su continuación un año más tarde con Spellbound. En este último disco, Alphonso Johnson empleaba ya el Chapman Stick, un instrumento que había descubierto en 1976 y que seguiría utilizando en grabaciones y directos de manera intermitente desde entonces. En 1979 Johnson pasa a formar parte del supergrupo CBS All-Stars, una banda compuesta por el saxofonista Tom Scott, el guitarrista Steve Khan y el baterista Billy Cobham y con la que grabaría un solo álbum en directo.
Con la entrada de la nueva década, Johnson iniciaría su actividad como productor con la presentación en 1983 de la banda sonora original de “Sound of Sunshine...Sounds of Rain”, un filme infantil que recibiría una nominación a los Oscar de ese mismo año. En 1984 el bajista se une a la banda de Carlos Santana en sustitución de David Margen. Johnson permaneció tres años en la banda, grabando dos discos (Beyond Appareances, de 1985 y Freedom, de 1987) y participando en una gira mundial con el guitarrista mexicano.
Tras su paso por Santana, Alphonso Johnson continuó su actividad como músico de sesión acompañando a algunos de los más grandes nombres de la escena del jazz contemporáneo, como Wayne Shorter, Flora Purim, Quincy Jones, Lee Ritenour, The Crusaders, John McLaughlin o Sarah Vaughan. En 1997 Alphonso editó "Abraxas Pool", con el grupo Abraxas, formado por antiguos miembros de Santana. Durante 1998 y 1999 formó parte del grupo Jazz Is Dead, junto a Billy Cobham. En el año 2000 participó en una gira con antiguos miembros de Grateful Dead en sustitución de Phil Lesh, antes de unirse de nuevo a Jazz is Dead y a la banda de Gregg Rollie, el organista original de Santana.
A este impresionante curriculum de colaboraciones hay que añadir la intensa actividad docente que ha ejercido el músico desde la mitad de la década de 1980: Además de haber contribuido a la edición de varios métodos didácticos, Johnson ha impartido clases en algunas de las más prestigiosas academias de música moderna del mundo, incluyendo la Mesar Hause Institute of Music de Tokio, la Bass School of Music de Colonia, el Musicians Institute, o el Los Angeles Music Academy de cuyo departamento de bajo eléctrico es director desde 1997.

## Colaboraciones
Entre los numerosos artistas con quien Alphonso Johnson ha colaborado, podemos citar a: Chet Baker, Santana, Weather Report, The Crusaders, Bob Weir, Chuck Mangione, George Duke, En Vogue, Wayne Shorter, Sérgio Mendes, Tony Williams, Joe Williams, Gregory Hines, Neal Schon, Tom Coster, Dee Dee Bridgwater, Eric Gale, Ronnie Foster, Allan Holdsworth, Cannonball Adderley, Stanley Clarke, Woody Herman, Eddie Henderson, Flora Purim, Quincy Jones, Lee Ritenour, Phil Collins, Tom Scott, Steve Khan, The Whispers, John McLaughlin, Jeffrey Osborne, Sarah Vaughan, Dori Caymmi, Pino Daniele, Carl Anderson, Jeff Beck, Jan Hammer o Jimmy Page.

## Valoración
Alphonso Johnson es uno de los bajistas más representativos de la escena internacional, y un músico que ha contribuido con su ejemplo al enorme crecimiento de la técnica instrumental del bajo eléctrico. Junto a figuras como Stanley Clarke, Steve Swallow, Francis "Rocco" Prestia, Anthony Jackson o Larry Graham forma parte de la generación de bajistas que posibilitaron -anticipándola- la gran revolución en el bajo eléctrico que trajo consigo la llegada de Jaco Pastorius. La entrada de Johnson en Weather Report sustituyendo al virtuoso contrabajista Miroslav Vitous, supuso un nuevo sonido para la banda, más moderno, afilado y funky..
Sin embargo, su posición histórica como antecesor de Jaco en el grupo ha ejercido en Johnson una doble influencia que no siempre ha resultado positiva para el bajista, pues al tiempo que la asociación de ambos nombres ha contribuido a divulgar la obra de Johnson entre críticos y aficionados, ha empañado también sus contribuciones bajo la enorme sombra de Pastorius. Sin embargo, las aportaciones de Johnson van mucho más allá que el simple papel que ha jugado como predecesor de Jaco Pastorius en Weather Report: en su obra, el artista desarrolla una voz absolutamente diversa que merece, por méritos propios, un puesto de honor en la historia del bajo eléctrico.

## Discografía seleccionada

### En solitario
- Moonshadows (1976)
- Yesterday’s Dream (1976)
- Spellbound (1977)

### Con Weather Report
- Mysterius Traveller (1974)
- Tale Spinnin' (1975)

### Con Santana
- Beyond appareances (1985)
- Freedom (1987)
- Blues for Salvador (1987)
- Viva Santana! (1988)
- Spirit Dancing in the Flesh (1990)

- Abraxas Pool (1997) - Proyecto de banda Solo algunos músicos de Santana